# Jon McGlocklin
Jon P. McGlocklin (Franklin, Indiana, 10 de junio de 1943) es un exjugador de baloncesto estadounidense que disputó 11 temporadas en la NBA, las 8 últimas en Milwaukee Bucks, con los que logró el anillo de campeón en 1971. Con 1,95 metros de altura, jugaba en la posición de escolta. Fue All-Star en 1969.

## Trayectoria deportiva

### Universidad
Jugó durante 3 temporadas con los Hoosiers de la Universidad de Indiana, llegando a ser el capitán del equipo en su último año, en 1965. Anotó 827 puntos a lo largo de su carrera universitaria, con una media de 11,7 por partido.

### Profesional
Fue elegido en la vigésimo cuarta posición, en la tercera ronda del Draft de la NBA de 1965 por Cincinnati Royals, equipo donde pasó dos temporadas en las cuales fue suplente, promediando 5,1 puntos en la primera y 8,5 en la segunda. En la temporada 1967-68 entró en el draft de expansión, yendo a parar a la nueva franquicia de los San Diego Rockets, donde acabó haciéndose un hueco en el cinco titular, acabando el año con 12,1 puntos y 3,1 rebotes por partido.
Pero el momento decisivo de su carrera llegaría en el verano de 1968, cuando un nuevo draft de expansión le llevó a fichar por los Milwaukee Bucks, un equipo nuevo en la liga, que en poco tiempo se haría un hueco entre los grandes de la NBA. En ese primer año fue titular indiscutible, promediando 19,6 puntos por partido, y convirtiéndose en el primer Buck en disputar un All-Star Game. En dicho partido apenas jugó 7 minutos, consiguiendo 2 puntos y 1 rebote.
La llegada de Kareem Abdul Jabbar en 1969 convirtió al equipo en ganador, llegando a disputar las finales de la División Este. Pero fue al año siguiente con la llegada de Oscar Robertson cuando los Bucks se convertirían en un equipo campeón. McGlocklin colaboró con 11,8 puntos y 3,7 asistencias en la consecución del primer anillo de campeón de la franquicia, en su tercera temporada de existencia.
Jugó cinco temporadas más en el equipo, retirándose al finalizar la temporada 1975-76 con 32 años. Fue un jugador que destacó sobre todo por su excelente tiro de larga distancia, al cual daba una gran parábola haciendo que sus lanzamientos a canasta fueran denominados tiros del arco iris (rainbow jump). Desafortunadamente, la línea de tres puntos no se instuararía en la NBA hasta años después. En la actualidad todavía figura entre los diez mejores de la historia de los Bucks en 6 apartados diferentes. Su camiseta con el número 14 fue retirada por la franquicia como homenaje en 1976.
Esa misma noche del homenaje, anunció, junto con el que posteriormente sería su compañero en las labores de retransmisión de los partidos de los Bucks, Eddie Doucette, la creación de una fundación para ayudar a los niños con cáncer, la MACC (Midwest Athletes Against Childhood Cancer), que desde entonces ha recaudado millones de dólares.

## Estadísticas en la NBA

### Temporada regular
| Temp.   | Edad | Equipo     | Liga | P   | TIT | MIN  | TC  | TCA  | %TC  | 3P | 3PA | %3P | TL  | TLA | %TL  | R.OF. | R.DEF. | REB | ASIS | ROB | TAP | PER | FP  | PTS  |
| 1965-66 | 22   | Cincinnati | NBA  | 72  |     | 11.8 | 2.1 | 5.0  | .421 |    |     |     | 0.9 | 1.1 | .785 |       |        | 1.8 | 1.2  |     |     |     | 1.1 | 5.1  |
| 1966-67 | 23   | Cincinnati | NBA  | 60  |     | 19.9 | 3.6 | 8.2  | .440 |    |     |     | 1.2 | 1.7 | .712 |       |        | 2.7 | 1.6  |     |     |     | 1.4 | 8.5  |
| 1967-68 | 24   | San Diego  | NBA  | 65  |     | 28.9 | 4.9 | 11.6 | .417 |    |     |     | 2.4 | 2.8 | .867 |       |        | 3.1 | 2.7  |     |     |     | 1.8 | 12.1 |
| 1968-69 | 25   | Milwaukee  | NBA  | 80  |     | 36.1 | 8.3 | 17.0 | .487 |    |     |     | 3.1 | 3.7 | .842 |       |        | 4.3 | 3.9  |     |     |     | 2.3 | 19.6 |
| 1969-70 | 26   | Milwaukee  | NBA  | 82  |     | 36.2 | 7.8 | 14.7 | .530 |    |     |     | 2.1 | 2.4 | .854 |       |        | 3.1 | 3.7  |     |     |     | 2.0 | 17.6 |
| 1970-71 | 27   | Milwaukee  | NBA  | 82  |     | 35.3 | 7.0 | 13.1 | .535 |    |     |     | 1.8 | 2.0 | .862 |       |        | 2.7 | 3.7  |     |     |     | 2.3 | 15.8 |
| 1971-72 | 28   | Milwaukee  | NBA  | 80  |     | 27.7 | 4.7 | 9.2  | .510 |    |     |     | 1.4 | 1.6 | .865 |       |        | 2.3 | 2.9  |     |     |     | 1.8 | 10.7 |
| 1972-73 | 29   | Milwaukee  | NBA  | 80  |     | 24.4 | 4.4 | 8.7  | .502 |    |     |     | 0.8 | 0.9 | .863 |       |        | 2.0 | 3.0  |     |     |     | 1.5 | 9.6  |
| 1973-74 | 30   | Milwaukee  | NBA  | 79  |     | 24.2 | 4.2 | 8.8  | .475 |    |     |     | 0.9 | 1.0 | .900 | 0.4   | 1.3    | 1.8 | 3.1  | 0.5 | 0.1 |     | 1.6 | 9.2  |
| 1974-75 | 31   | Milwaukee  | NBA  | 79  |     | 23.5 | 4.1 | 8.2  | .496 |    |     |     | 0.8 | 0.9 | .875 | 0.3   | 1.2    | 1.5 | 3.2  | 0.6 | 0.1 |     | 1.8 | 9.0  |
| 1975-76 | 32   | Milwaukee  | NBA  | 33  |     | 10.2 | 1.9 | 4.5  | .426 |    |     |     | 0.3 | 0.3 | .900 | 0.1   | 0.4    | 0.5 | 1.2  | 0.2 | 0.0 |     | 0.5 | 4.1  |
| Total   |      |            | NBA  | 792 |     | 26.4 | 5.1 | 10.3 | .489 |    |     |     | 1.5 | 1.7 | .845 | 0.3   | 1.1    | 2.4 | 2.9  | 0.5 | 0.1 |     | 1.7 | 11.6 |

### Playoffs
| Temp.   | Edad | Equipo     | Liga | P  | MIN  | TCA | TC  | 3PA | 3P | TLA | TL | R.OF. | REB | ASIS | ROB | TAP | PER | FP  | PTS | %TC  | %3P | %FT   | MIN  | PTS  | REB | AST |
| 1965-66 | 22   | Cincinnati | NBA  | 4  | 66   | 14  | 29  |     |    | 2   | 2  |       | 8   | 4    |     |     |     | 11  | 30  | .483 |     | 1.000 | 16.5 | 7.5  | 2.0 | 1.0 |
| 1969-70 | 26   | Milwaukee  | NBA  | 10 | 377  | 62  | 144 |     |    | 25  | 31 |       | 36  | 21   |     |     |     | 22  | 149 | .431 |     | .806  | 37.7 | 14.9 | 3.6 | 2.1 |
| 1970-71 | 27   | Milwaukee  | NBA  | 14 | 491  | 90  | 168 |     |    | 28  | 33 |       | 31  | 34   |     |     |     | 36  | 208 | .536 |     | .848  | 35.1 | 14.9 | 2.2 | 2.4 |
| 1971-72 | 28   | Milwaukee  | NBA  | 5  | 103  | 15  | 35  |     |    | 5   | 6  |       | 3   | 6    |     |     |     | 11  | 35  | .429 |     | .833  | 20.6 | 7.0  | 0.6 | 1.2 |
| 1972-73 | 29   | Milwaukee  | NBA  | 6  | 145  | 27  | 53  |     |    | 7   | 8  |       | 7   | 13   |     |     |     | 11  | 61  | .509 |     | .875  | 24.2 | 10.2 | 1.2 | 2.2 |
| 1973-74 | 30   | Milwaukee  | NBA  | 14 | 333  | 55  | 111 |     |    | 8   | 11 | 1     | 16  | 44   | 6   | 1   |     | 28  | 118 | .495 |     | .727  | 23.8 | 8.4  | 1.1 | 3.1 |
| 1975-76 | 32   | Milwaukee  | NBA  | 2  | 13   | 3   | 4   |     |    | 0   | 0  | 1     | 1   | 1    | 1   | 0   |     | 2   | 6   | .750 |     |       | 6.5  | 3.0  | 0.5 | 0.5 |
| Total   |      |            | NBA  | 55 | 1528 | 266 | 544 |     |    | 75  | 91 | 2     | 102 | 123  | 7   | 1   |     | 121 | 607 | .489 |     | .824  | 27.8 | 11.0 | 1.9 | 2.2 |